# The Adventures of Greggery Peccary
The Adventures of Greggery Peccary is een lied van Frank Zappa, oorspronkelijk uitgegeven op het album Studio Tan en later op het postume album Läther.

## Muziek
The Adventures of Greggery Peccary is een avonturenverhaal op muziek, vergelijkbaar met Peter en de wolf. Het nummer zit vol muzikale verwijzingen en is een bizarre mix van klassiek, jazz en popmuziek. 

## Verhaal
De hoofdfiguur is een halsbandpekari genaamd Greggery Peccary. De naam is een gecombineerde verwijzing naar Gregorius de Grote, naamgever van de moderne kalender en Hollywood-acteur Gregory Peck. De kleine halsbandpekari blijkt een mutatie die is geboren met een stropdas in plaats van een halsband. Daardoor kan hij carrière maken in de reclame-industrie. Op een dag vindt hij de kalender uit, waardoor hij het mogelijk maakt dat mensen hun verjaardag kunnen vieren. Kort daarop wordt hij belaagd door jonge hippies, die juist niet willen weten dat ze ouder aan het worden zijn. 

## Muzikale avonturenverhalen bij Zappa
Naast The Adventures of Greggery Peccary schreef Zappa meer langere avonturenverhalen als popmuzieknummers. Andere voorbeelden zijn The Yellow Snow-suite op het album Apostrophe ('), Billie the Mountain en Joe's Garage.